# جاك فوستر (لاعب كرة قدم أسترالية)
جاك فوستر (بالإنجليزية: Jack Foster)‏ هو لاعب كرة قدم أسترالية أسترالي، ولد في 30 نوفمبر 1912، وتوفي في 31 يناير 1995.

## وصلات خارجية
- جاك فوستر على موقع AustralianFootball.com (الإنجليزية)
- جاك فوستر على موقع AFLtables.com (الإنجليزية)
- جاك فوستر على موقع اللجنة الأولمبية الأسترالية (الإنجليزية)